# Mazuku

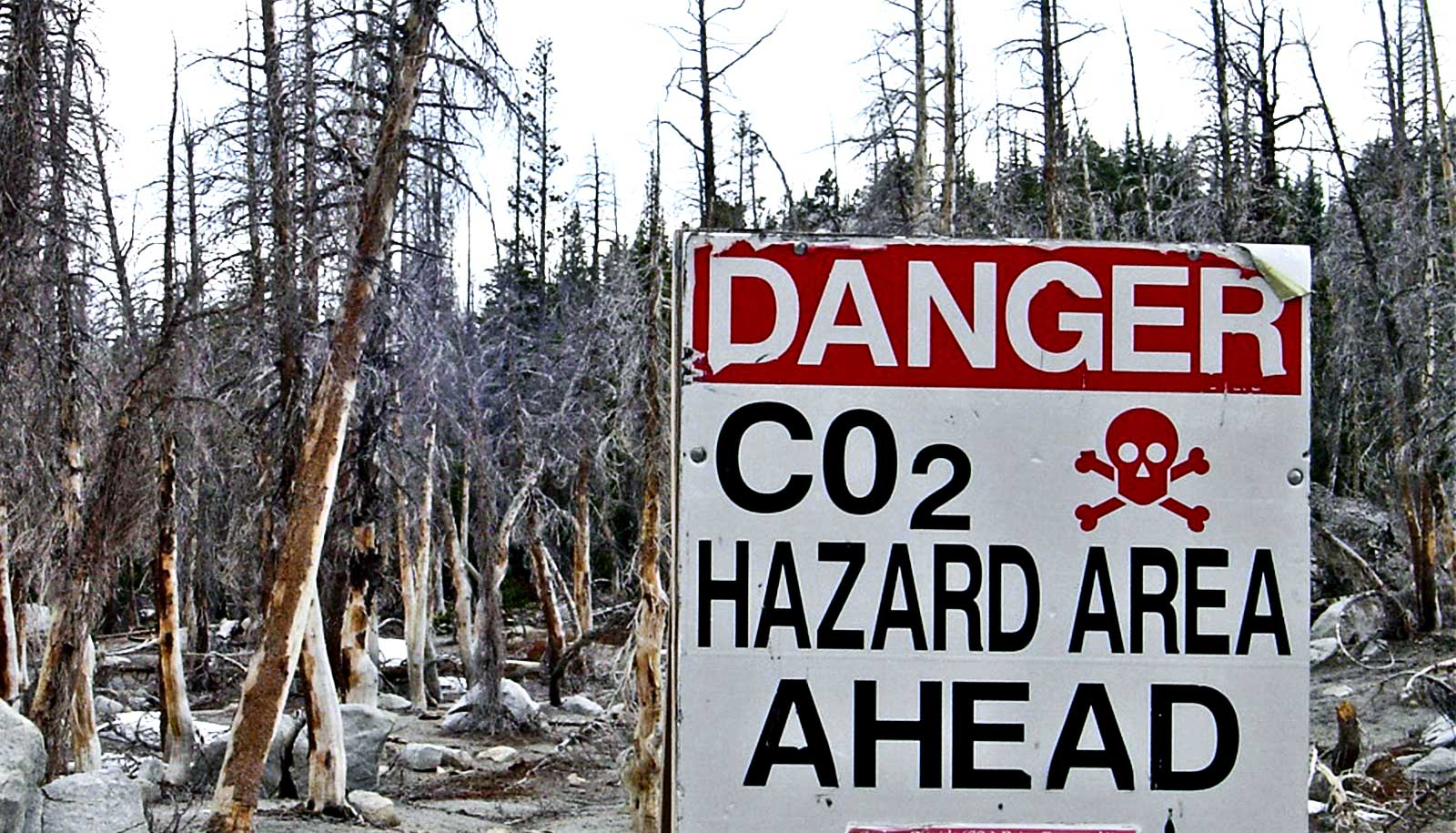
Panneau "Danger - Zone à risque CO2".

Le mazuku est le nom donné à un phénomène naturel qui consiste en une poche d'air pauvre en oxygène à la surface de la Terre. Il peut s'avérer mortel pour la vie animale avoisinante. Le terme mazuku provient du swahili et peut être traduit par « souffle du diable » ou « vent diabolique ».

## Historique
L'existence des mazukus fut mise en évidence par les observations du biologiste belge Jacques Verschuren (de) entre 1957 et 1961 et dès 1948 par le jeune géologue franco-belgo-russe Haroun Tazieff, qui a failli mourir asphyxié dans un trou empli de dioxyde de carbone (CO2) sur les flancs du Nyiragongo.

## Description
Les mazukus sont créés lorsqu'un gaz inodore et incolore (comme le CO2) s'accumule dans des cuvettes, plus ou moins profondes. Le CO2 étant plus lourd que l'air (constitué de diazote et de dioxygène), il stagne au ras du sol. En outre, il n'est pas détectable à la vue ou l'odorat.
D'autres gaz volcaniques, comme le dioxyde de soufre (SO2), ont des odeurs désagréables et quelquefois des colorations de brume jaunâtre associée. Les gaz qui forment les mazukus déplacent simplement l'apport en oxygène, et créent un danger d'espace confiné appauvri en air respirable, en pleine nature.
La plupart du temps ce sont les enfants qui sont les premières victimes des mazukus, à cause de leur taille. De temps à autre, c'est le squelette d'un ou de plusieurs animaux qui trahit l'existence d'un ancien mazuku.
Une caractéristique remarquable des mazukus est présente dans un documentaire télévisuel consacré aux volcans de la chaîne Virunga, créé par Nova PBS, intitulé Un volcan dans la ville, allusion faite au volcan Nyiragongo menaçant la ville de Goma. Dans ce documentaire, on voit le volcanologue français d'origine belge Jacques Durieux, rassembler et s'adresser en swahili à la population d'un village autour d'un mazuku, pour les avertir du piège mortel. À cette fin, il jette au fond du mazuku un feu de détresse, l'action du fumigène crée une colonne de fumée assez étroite qui s'élève jusqu'à s'épancher à l'horizontale, à une hauteur de plus de trois mètres du fumigène, mettant en évidence l'étendue et la hauteur du mazuku. Pour celui-ci, même un homme de grande taille n'y survivrait pas.